# Długi John Silver
John „Długi John” Silver – postać fikcyjna występująca w powieści Roberta Louisa Stevensona Wyspa skarbów. 
Jest piratem z załogi kapitana Flinta, później przywódcą zbuntowanej załogi statku Hispaniola. Nazywany przez kompanów „Długim Johnem” oraz „Rożnem” (w innym tłumaczeniu „Patelnią”) ze względu na pełnioną przez niego funkcję kucharza okrętowego. Posiadał papugę arę zieloną o imieniu Kapitan Flint, która bardzo klęła i potrafiła "do utraty tchu" krzyczeć słowo „talary!”. John Silver nie miał lewej nogi, nie zastąpił jej drewnianą protezą, lecz poruszał się skacząc na jednej nodze lub opierając się o drewnianą kulę, która niekiedy służyła mu za broń. Doskonale posługiwał się nożem, kordelasem i pistoletem. Na pozór był niegroźnym kaleką, w rzeczywistości potrafił bezwzględnie i bez większych trudności rozprawić się ze swoim przeciwnikiem. Zaprzyjaźnił się z chłopcem Jimem Hawkinsem (głównym bohaterem powieści) i nie pozwolił go zabić.

## Silver na ekranie
Aktorzy, którzy odgrywali postać Silvera w ekranizacji Wyspy skarbów to m.in.:
- Wallace Beery – Wyspa skarbów z 1934
- Robert Newton – Wyspa skarbów z 1950, Powrót na Wyspę skarbów z 1954, Długi John Silver – powrót na Wyspę skarbów z 1954 i Przygody Długiego Johna Silvera – serial z 1955
- Orson Welles – Wyspa skarbów z 1972
- Vic Tayback – Wyspa skarbów z 1985
- Charlton Heston – Wyspa skarbów z 1990
- Jack Palance – Wyspa skarbów z 2001
- Tobias Moretti – Wyspa skarbów z 2007
- Eddie Izzard – Wyspa skarbów z 2012
- Luke Arnold - serial Piraci (Black Sails, 2013-2017)

Według głównego kustosza wystawy historii piractwa w kinematografii w Museum of London najlepszą kreację postaci Silvera stworzył Charlton Heston w filmie z roku 1990, a wersja ta, zdaniem krytyków, jest najwierniejszą ekranizacją powieści.
W serialu Piraci z 2013 r. John Silver jest jedną z głównych postaci; akcja tego serialu jest niezależnym prequelem powieści Stevensona. W rolę Silvera wciela się Luke Arnold. Stacja wyemitowała 4 sezony serialu, ostatni w 2017 roku. W Polsce serial był emitowany przez stację Canal+.
Powstał także film animowany Disneya Planeta skarbów, która luźno oparta jest na powieści Stevensona. W tej wersji akcja dzieje się w kosmosie, zaś Silver jest cyborgiem. Posiada mechaniczną rękę (która może przemieniać się w szablę, pistolet, tasak, działo, kulę i kilka innych rzeczy), mechaniczną nogę oraz mechaniczne oko (które ma w sobie Roentgen oraz celownik). W oryginalnej wersji językowej Silverowi głosu użycza Brian Murray, a w polskiej wersji językowej robi to Janusz Gajos.